# Житищенское сельское поселение
Жити́щенское се́льское поселе́ние — упразднённое муниципальное образование в составе Бежецкого района Тверской области, существовавшее в 2005 — 2023 годах.
Центр поселения — деревня Житищи.

## Географические данные
- Общая площадь: 298,6 км²
- Нахождение: южная часть Бежецкого района
  - Граничит:
    - на севере — с Васюковским СП
    - на северо-востоке — с Сукроменским СП
    - на востоке — с Кесовогорским районом, Стрелихинское СП
    - на юго-востоке — с Кашинским районом, Славковское СП
    - на юге — с Рамешковским районом, СП Киверичи и СП Алёшино
    - на юго-западе — с Рамешковским районом, СП Заклинье
    - на западе — с Моркиногорским СП

## История
В XIII—XIV вв. территория поселения относилась к Бежецкому Верху Новгородской земли.
В XV веке окончательно присоединена к Москве.
- После реформ Петра I территория поселения входила:
  - в 1708—1727 гг. в Санкт-Петербургскую (Ингерманляндскую 1708—1710 гг.) губернию, Углицкую провинцию,
  - в 1727—1775 гг. в Московскую губернию, Углицкую провинцию,
    - в 1766 г. Бежецкий Верх переименован в Бежецкий уезд,

  - в 1775—1796 гг. в Тверское наместничество, Бежецкий уезд,
  - в 1796—1929 гг. в Тверскую губернию, Бежецкий уезд,
  - в 1929—1935 гг. в Московскую область, Бежецкий район,
  - в 1935—1956 гг. в Калининскую область, Теблешский район,
  - в 1956—1990 гг. в Калининскую область, Бежецкий район,
  - с 1990 в Тверскую область, Бежецкий район.

В XIX — начале XX века все деревни поселения относились к Теблежской волости Бежецкого уезда.
В 50-е годы XX века на территории поселения существовали Восновский, Теблешский и Леоновский сельсоветы.
С 1935 по 1956 год в Калининской области был Теблешский район. Первоначально райцентр планировался в селе Теблеши, но там оказалось мало помещений для районных организаций, и райцентром стало село Киверичи. Район включал территорию южной части современного Бежецкого района (Моркины Горы, Житищи, Теблеши) и восточную часть Рамешковского района (Киверичи, Ивановский, Ильгощи).
Образовано в 2005 году, включило в себя территории Житищенского и Теблешского сельских округов.
Законом Тверской области от 13 апреля 2023 года № 15-ЗО муниципальное образование было упразднено с включением всех населённых пунктов в состав Бежецкого муниципального округа.

## Население
| 2005 | 2010 | 2011  | 2012 | 2013 | 2014 | 2015 |
| ---- | ---- | ----- | ---- | ---- | ---- | ---- |
| 849  | ↘684 | ↗1023 | ↘640 | ↘611 | ↘605 | ↘577 |
| 2016 | 2017 | 2018  | 2019 | 2020 | 2021 |      |
| ↘536 | ↘518 | ↗525  | ↘497 | ↘483 | ↘472 |      |

По переписи 2002 года — 879 человек, на 01.01.2008 — 752 человек.

## Состав сельского поселения
В состав сельского поселения входят 38 населённых пунктов:
| №  | Населённый пункт | Тип     | Население |
| -- | ---------------- | ------- | --------- |
| 1  | Арефино          | деревня | ↘5        |
| 2  | Беляево          | деревня | ↘0        |
| 3  | Берег            | хутор   | →0        |
| 4  | Вербежи          | деревня | ↘10       |
| 5  | Власьево         | деревня | ↘1        |
| 6  | Вороново         | деревня | →0        |
| 7  | Восново          | село    | ↘1        |
| 8  | Городня          | деревня | ↘1        |
| 9  | Давыдково        | деревня | →0        |
| 10 | Дуброва          | деревня | ↗5        |
| 11 | Дудаково         | деревня | ↘1        |
| 12 | Житищи           | деревня | ↗278      |
| 13 | Заручье          | деревня | →0        |
| 14 | Игнатово         | деревня | ↘1        |
| 15 | Кашинка          | деревня | ↘6        |
| 16 | Козлово          | деревня | ↘11       |
| 17 | Корино           | деревня | ↘5        |
| 18 | Кузнецово        | деревня | ↘1        |
| 19 | Кулово           | деревня | ↗38       |
| 20 | Леоново          | деревня | ↘6        |
| 21 | Медвежье         | деревня | ↘1        |
| 22 | Мясниково        | деревня | →0        |
| 23 | Нивы             | деревня | →1        |
| 24 | Новосёлка        | деревня | ↗5        |
| 25 | Опалево          | деревня | →0        |
| 26 | Победа           | деревня | ↘1        |
| 27 | Починок          | деревня | →0        |
| 28 | Пробуждение      | деревня | ↘13       |
| 29 | Просвещение      | деревня | →0        |
| 30 | Свобода          | деревня | →5        |
| 31 | Седуха           | деревня | →0        |
| 32 | Сидорино         | деревня | →6        |
| 33 | Солнечный        | посёлок | ↘21       |
| 34 | Столбово         | деревня | ↗1        |
| 35 | Стрижово         | деревня | ↘6        |
| 36 | Теблеши          | село    | ↘223      |
| 37 | Шелбодино        | деревня | ↘8        |
| 38 | Щадрениха        | деревня | →12       |